# Красноногий щелкун
Красноногий щелкун (лат. Melanotus villosus) — вид жуков-щелкунов.

## Распространение
Распространён этот щелкун в Европе, Малой Азии. На территории бывшего СССР населяет Кавказ и Сибирь.

## Описание
Взрослый жук достигает в длину 14—19 миллиметров. Тело одноцветное — чёрное.

### Проволочники
Проволочник достигает 40 миллиметров в длину. Средний зубец на вершине площадки каудального сегмента пальцевидный, вытянутый, на вершине закруглён. Площадка сильно вогнутая. Мускульные вдавления на каудальном сегменте перепечновытянутые, такие же, как на предыдущем сегменте, или крупнее. Площадка гладкая.

## Экология
Обитает красноногий щелкун лесной и лесостепной зонах, а также в горно-лесном поясе. Проволочники — хищники и некросапрофаги, развиваются в гнилой древесине разных пород, реже в лесной почве и лесной подстилке. Взрослые щелкуны ведут ночной образ жизни (ночью их можно привлечь светом).